# 许庆斌
许庆斌（1927年—），男，江苏苏州人，中国运输经济学家，北方交通大学教授，曾任中国技术经济研究会副理事长。